# طلال الشمالي
طلال عادل الشمالي لاعب كرة قدم سعودي محترف ، يلعب في مركز الوسط يلعب حالياً في نادي رأس تنورة.

## مسيرة اللاعب
كانت بداياته مع نادي الكويت الكويتي و وقع في عام 2009 مع القادسية .
أعاره القادسية إلى نادي النهضة لمدة 4 أشهر .
وقع مع نادي الرائد في عام 2016 و أعاره إلى الرائد إلى نادي الطائي في عام 2017 و وقع مع نادي نجران مطلع عام 2018 و لعب بعدها مع نادي الجبيل ونادي الهداية ونادي النهضة ونادي رأس تنورة.